# Xalet refugi d'Ull de Ter
El Xalet refugi d'Ull de Ter és un refugi del municipi de Setcases (Ripollès). És un edifici que forma part de l'Inventari del Patrimoni Arquitectònic de Catalunya.
De voltes de pedra apuntada; el teulat de forta pendent era enquitranat, i les finestres de fusta vermelles. Es cobreix el 13 de setembre de 1908. Enrunat entre el 1936-39. Actualment es troba en runes i sols en resta una petita part de les voltes. Va ésser substituït per un nou refugi.

## Història

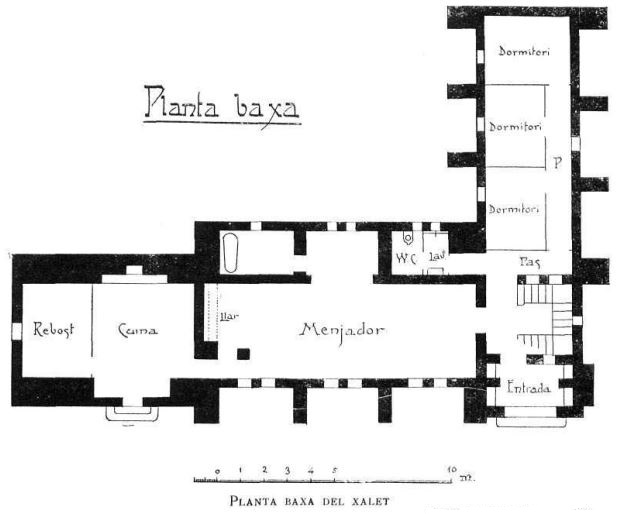
Plànol planta baixa

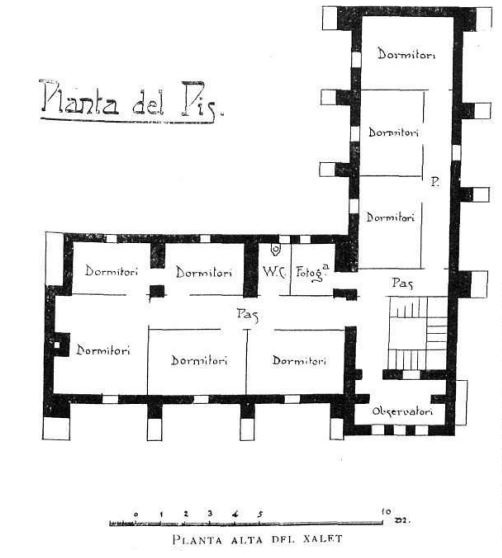
Plànol primer pis

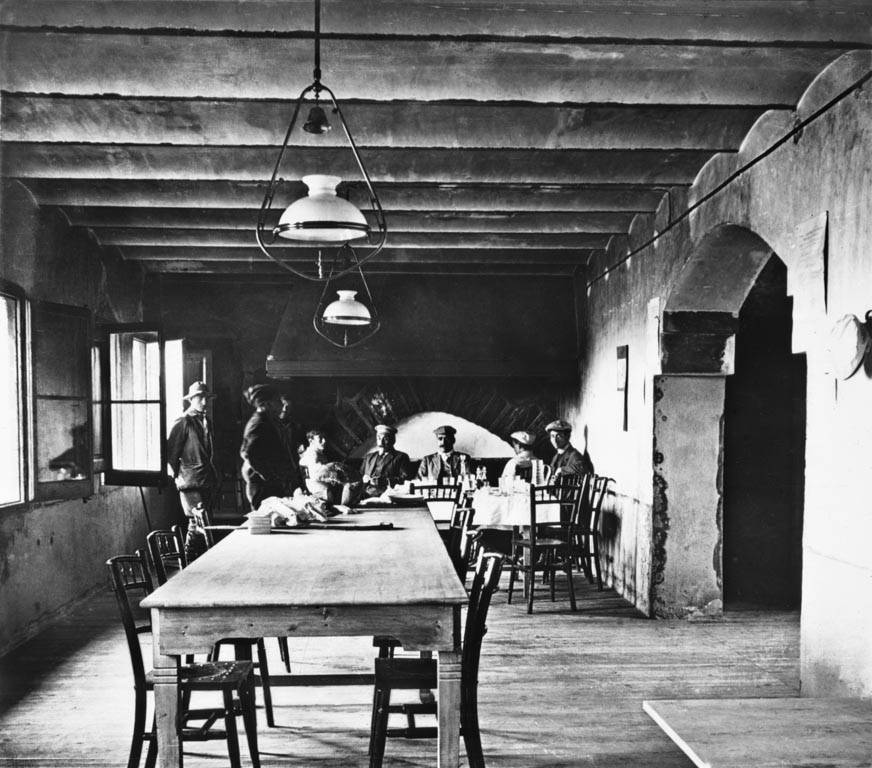
Interior del xalet cap 1909

Probablement la primera referència escrita per a construir un refugi per la zona d'Ull de Ter sigui la d'en Carles Bosch de la Trinxeria, qui el 1887, en el llibre "Recorts d'un excursionista", digué:
"Los aficionats á casseras y excursions qu' estiuhejan á Camprodon haurian de fer construhir a prop de la Jassa de Morens una barraca ó chalet de fusta pera poderhi passar alguns dias ab comoditat. Morens es lo centro de casseras d' isarts, llebras, y perdius blancas, y centro de excursions pera recorrer los Piriueus fins á Puigmal."
Durant l'any 1906, per iniciativa de Cèsar August Torras, llavors president del Centre Excursionista de Catalunya, va anar prenent la idea de construir una xarxa de refugis de muntanya tot començant pel cercle d'Ulldeter.
El maig de 1907 es decideix fomentar una subscripció per ajudar a pagar la construcció. El projecte i l'execució de les obres va anar a càrrec de la Secció d'Arquitectura del Centre Excursionista, sent dirigida pel seu president, l'arquitecte Jeroni Martorell. A finals de juny del mateix any una comissió, juntament amb veïns de Setcases i el paleta de Camprodon Sr. Pagès van pujar al pla d'Ulldeter, escollint finalment un pla dalt d'un turó a uns 100 metres de les surgències del naixement del Ter. El lloc era també molt adequat pel fàcil accés als pics de Bastiments, de la Dona, i el Gra de Fajol, així com per iniciar la travessa a Núria o Carançà a través del Coll de la Marrana a l'oest, o cap a Mentet, el Costabona o el Canigó a l'est.
L'Ajuntament de Setcases volia cedir els terrenys gratuïtament, però indagacions del Centre van trobar que els terrenys pertanyien a l'Estat. A través d'una instància enviada al Ministerio de Fomento el 18 de juny de 1907, es demanà la concessió o el permís per a ocupar una hectàrea de terreny a fi de construir-hi el xalet-refugi. Després de moltes gestions i esforços per a vèncer la burocràcia ministerial, el juliol de 1907 s'obtingué l'autorització junt amb la d'aprofitar la pedra i fusta que allí existissin. A principis d'agost el Sr. Pagès, mestre de cases encarregat de les obres, i la seva brigada de 15 persones van començar a bastir la barraca on allotjar-se com a pas preliminar a la construcció del xalet-refugi. A finals de setembre de 1907 calgué parar els treballs fins al 5 de juliol de 1908 degut al fred i el mal temps. En aquell moment ja hi havia les parets fins arran del primer pis i els arcs de descàrrega que haurien de suportar la volta del mateix. Tot i el mal temps d'aquell estiu, el 13 de setembre de 1908 van poder celebrar la festa de la Revellosa commemorant l'acabament de la coberta sense cap accident. El mal temps de l'estiu de 1909 va obligar a posposar la inauguració fins al 25 de juliol de 1909 així com l'inici de les obres del segon mòdul de l'edifici per a traginers i cavalcadures.
El xalet-refugi tenia una planta baixa de 160m2 i dos pisos, amb una espaiosa sala-menjador, cuina, WC i dormitoris per a una vintena de llits. La base de construcció era de maçoneria i el ciment amb bigues de ferro. La Sociedad General de Asfaltos y Cementos Portland de la Pobla de Lillet va donar 200 quintars de ciment pel projecte. Tot el material, excepte les pedres es pujava des de Camprodon amb corrues de muls.
Abans del mes d'agost de 1907 ja s'havien reunit 9.903,90 pessetes (equivalent a 59,53 Euros actuals). A banda del mateix Centre i alguns dels seus socis, la Diputació i l'ajuntament de Barcelona van també contribuir amb 2.470 pessetes cadascun. També van contribuir els ajuntaments de Camprodon, St. Joan de les Abadesses, Ripoll i Ribes de Freser, així com el Cercle del Liceu i la colònia estiuejants de la burgesia barcelonina a Camprodon. El Centre va organitzar festes (un parell al Park Güell, una al Frontó Comtal, o el primer "torneig català de Foot-ball") a fi de recollir diners per a la construcció del xalet-refugi. A finals de l'estiu de 1908 ja s'havien reunit 21.377,90 pessetes. El cost total del projecte, segons la Memòria publicada pel mateix Centre Excursionista el 1914, pujà fins a 48.178,62 pessetes (equivalent avui a 289,56 Euro).
El servei de restauració i administració es confià al Sr. Antoni Rigat, fondista de Camprodon, mitjançant tarifes fixades pel Centre: 3,5 pessetes de dinar o sopar i 2,5 pessetes per dormir els no-socis i 1,5 els socis. El 18 de setembre de 1909 es donà per acabada la temporada a causa de les primeres nevades. L'explotació del xalet-refugi havia proporcionat un benefici de 121 pessetes.
Aquest primer refugi a Ulldeter situat a la part alta de circ, a 2.393 m, es va obrir el 25 de juliol de 1909 essent el que es considera el segon refugi de muntanya de Catalunya (el xalet de Cortalets (Taurinyà, Conflent) es va obrir el 1899) i el primer de l'Espanya. Construït amb estil noucentista, va estar obert fins a la Guerra Civil quan va quedar tancat i després abandonat fins que va ser parcialment dinamitat pels franquistes per tal que no s'hi aixopluguessin els maquis. Amb el temps va quedar enrunat i actualment només queden dempeus algunes restes amb una placa commemorativa.

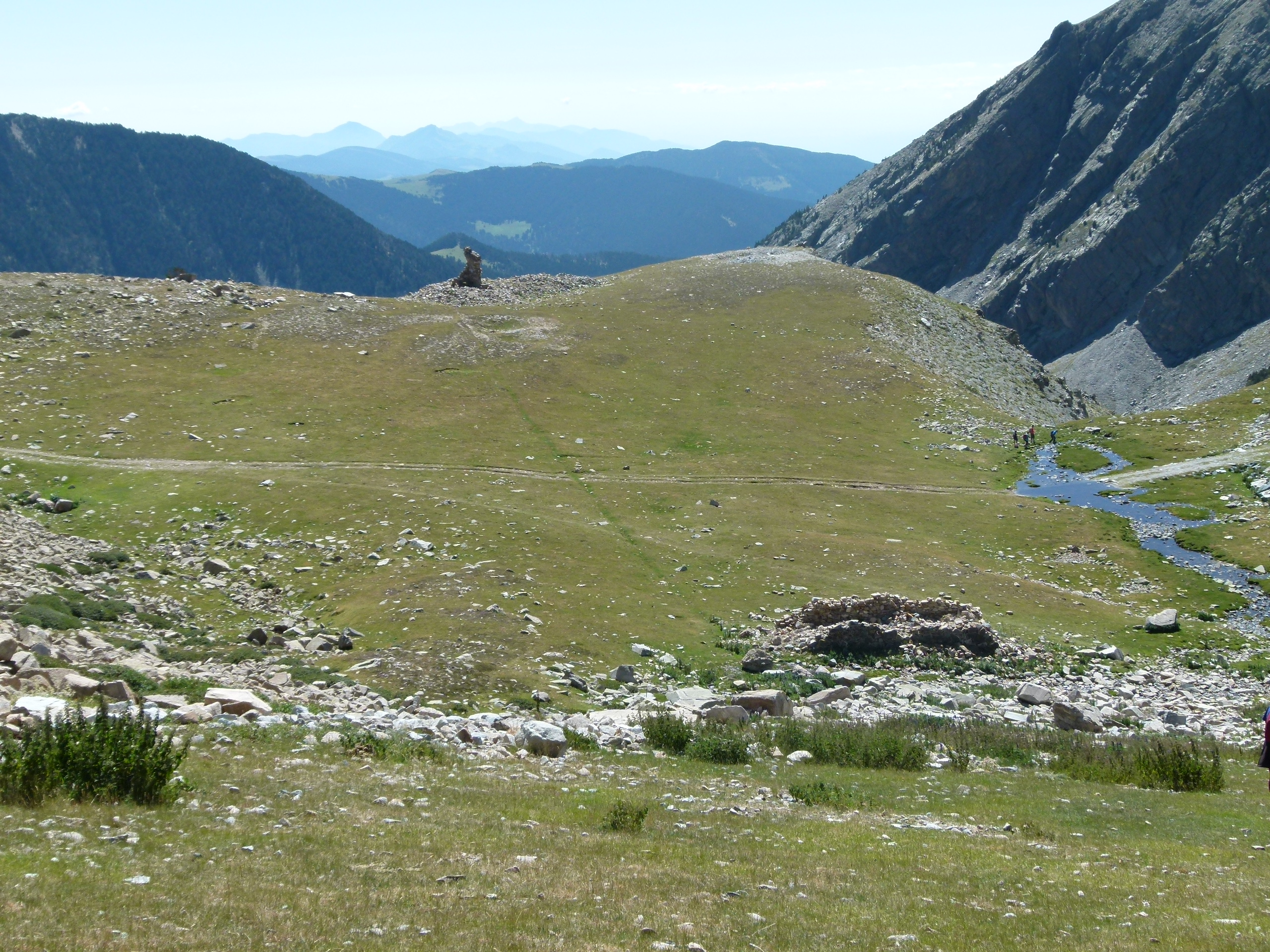
Xalet refugi vell d'Ull de Ter i a primer terme, les quadres
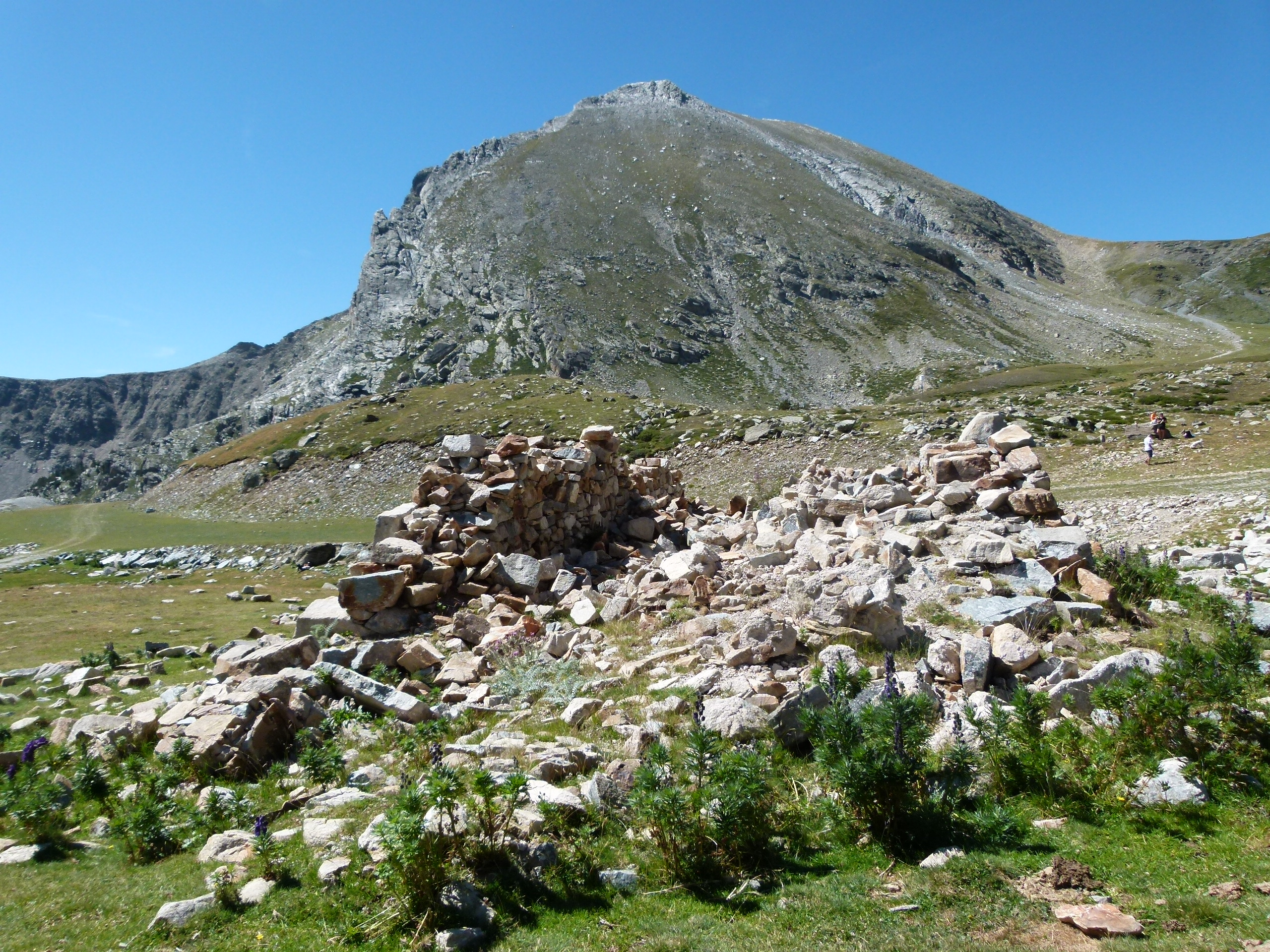
Quadres i el Gra de Fajol al fons
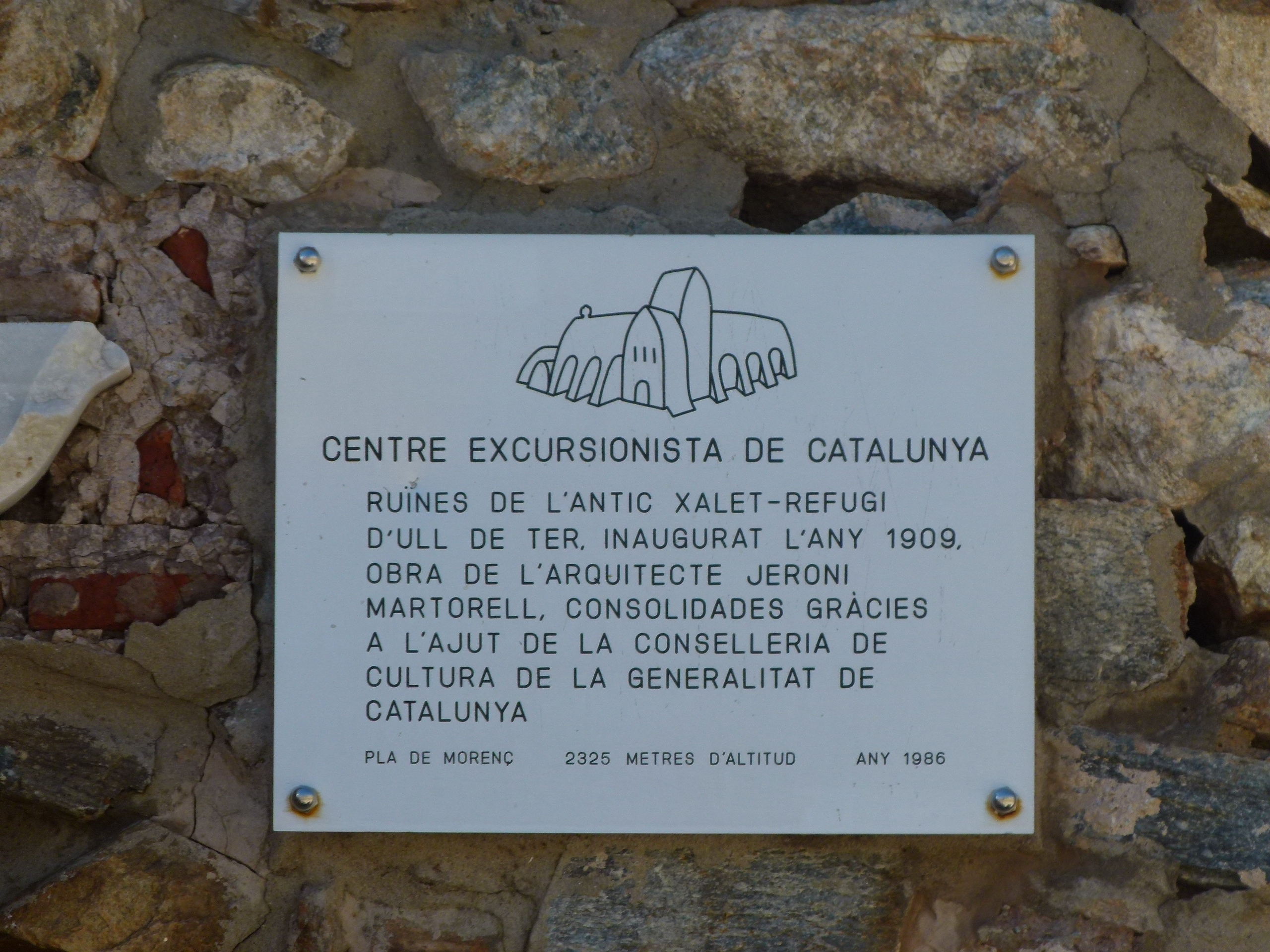
Placa commemorativa
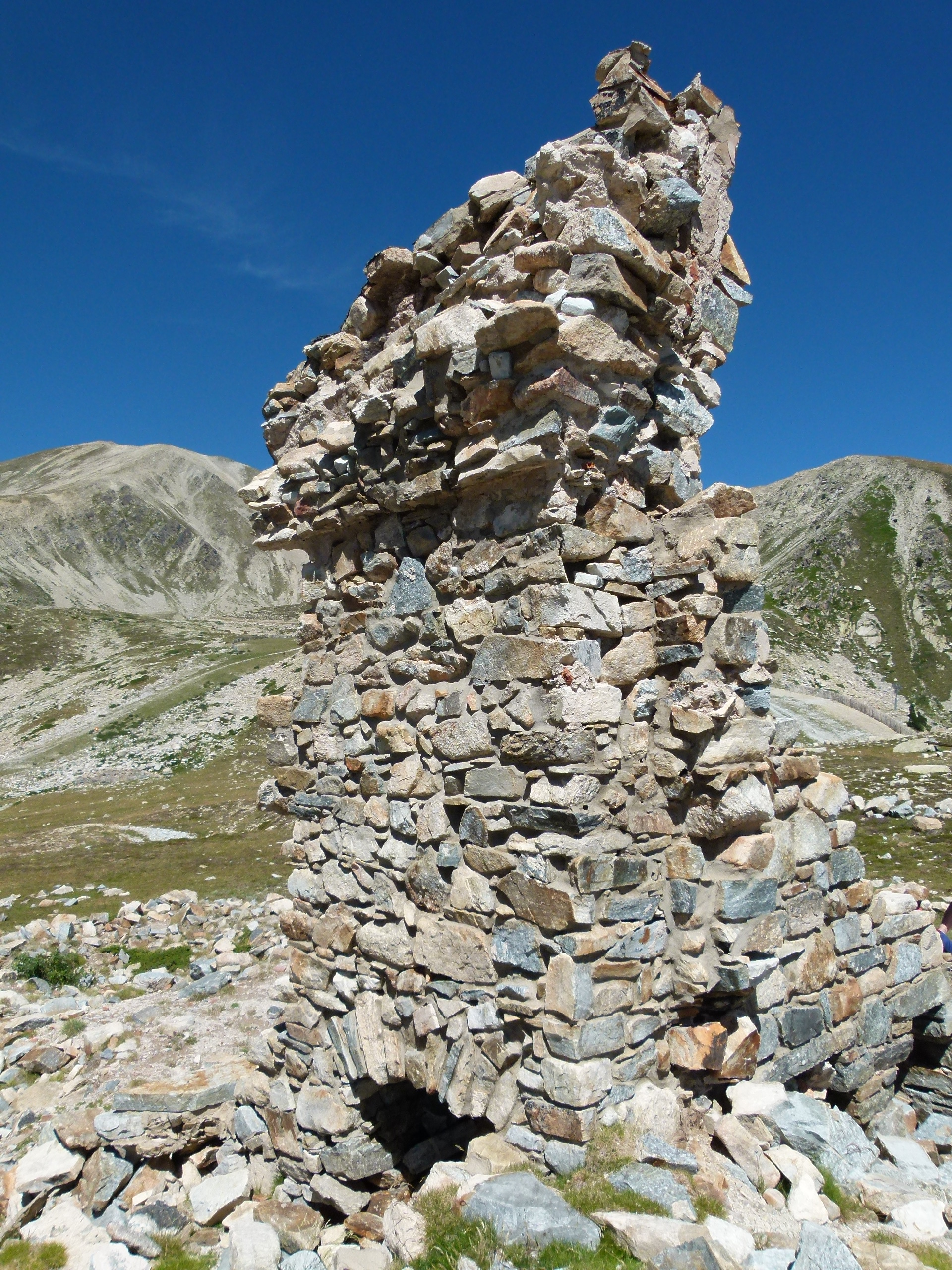
Xalet refugi d'Ull de Ter
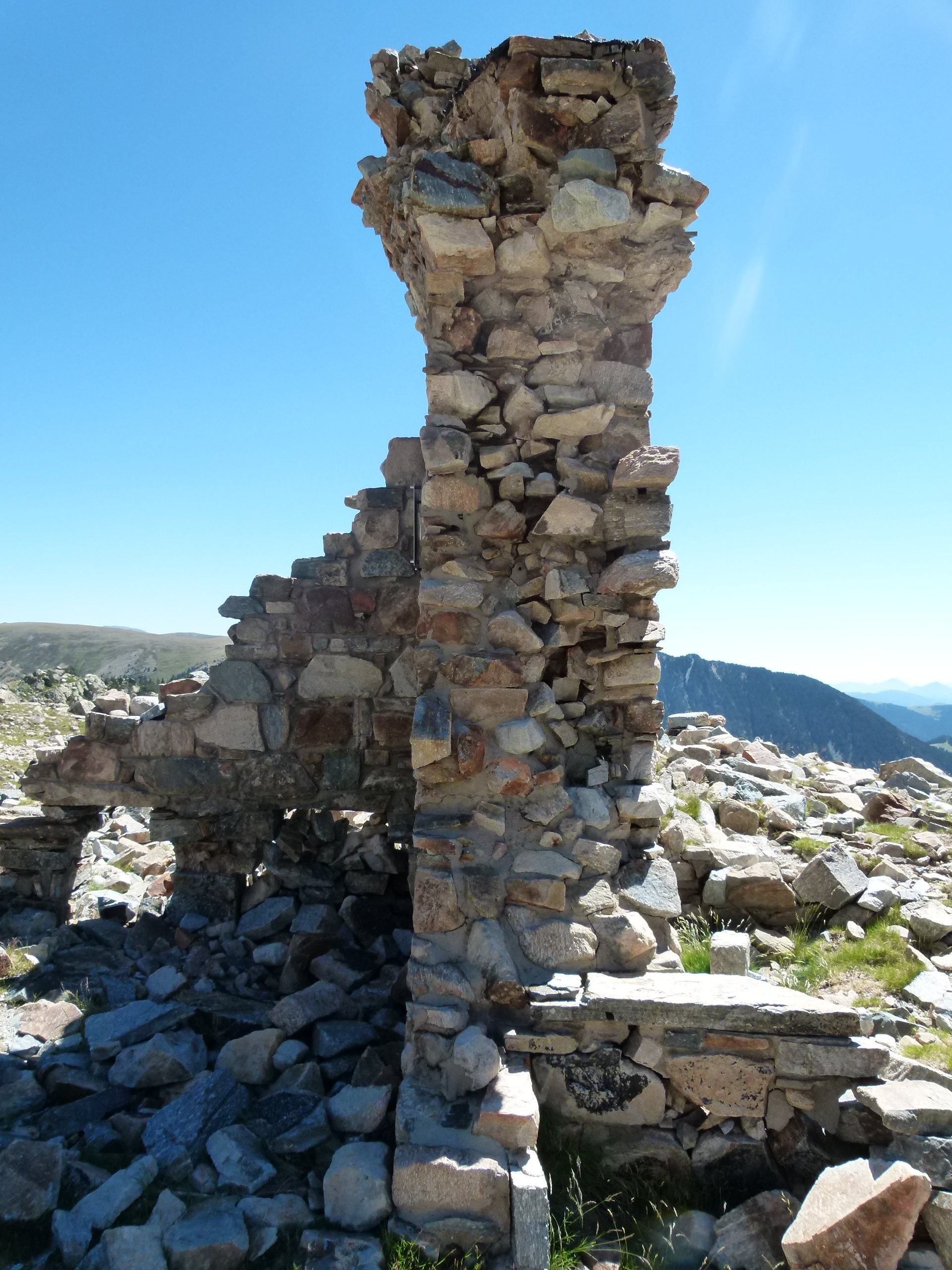
Cantonada del xalet refugi d'Ull de Ter
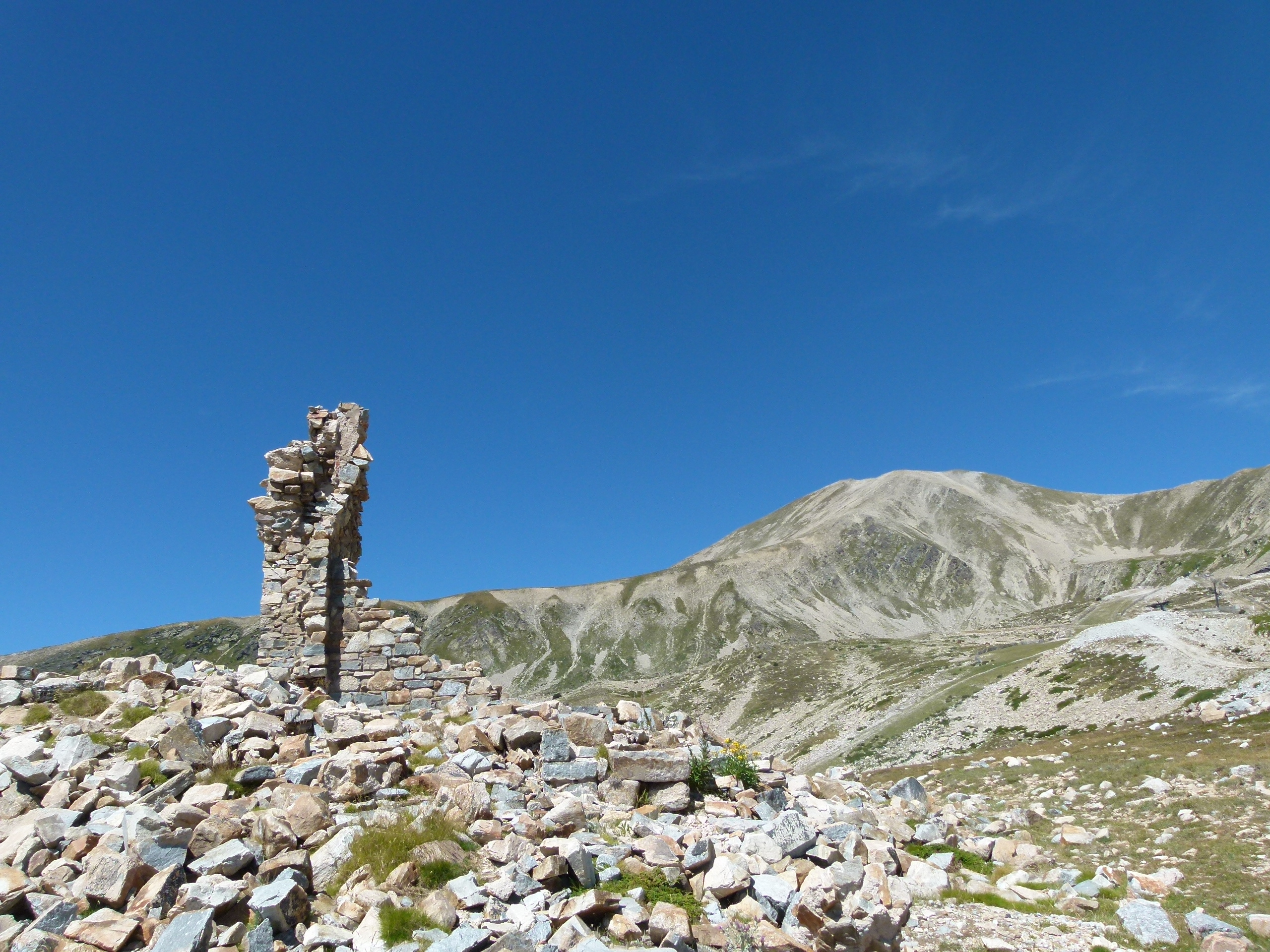
Xalet refugi d'Ull de Ter i Pic de Bastiments

## El refugi nou
El 29 de juny de 1959 es va obrir el nou refugi, situat a 2.221 m, a la part baixa del circ i més a prop de la carretera d'accés a l'estació d'esquí de Vallter 2000 que es va fer a finals dels anys 70 del segle xx.